# Nazlati Mohamed Andhumdine
Nazlati Mohamed Andhumdine (sinh ngày 20 tháng 12 năm 1997)  là một vận động viên bơi lội Comoros chuyên về tự do.
Cô đã ra mắt quốc tế tại Đại hội Thể thao Pan Arab 2011, thi đấu ở môn tự do 50 m vào sinh nhật lần thứ 13 của cô, nơi không may cô bị loại. Cô dự định tham gia Giải vô địch bơi lội thế giới FINA 2012 (25 m) ở Istanbul ở nội dung 50 m  và 100 m tự do  và bơi ếch 50 m  nhưng đã rút lui. Tại Giải vô địch thể thao dưới nước thế giới 2013, cô đã bơi tự do 50 m trong 38,45 giây kết thúc lần thứ 82  và xếp thứ 73 trong 100 m tự do bao phủ khoảng cách trong 1:33,88 giây.
Cô đã thi đấu cho Comoros tại Thế vận hội mùa hè 2016 trong cuộc thi tự do 50m. Cô đã hoàn thành tổng thể lần thứ 86 trong thời gian nóng bỏng với thời gian 37,66 giây và không đủ điều kiện cho vòng bán kết. Cô là người mang cờ cho Comoros trong Cuộc diễu hành của các quốc gia.